# Limnes (Agios Nikolaos)
Limnes (griechisch Λίμνες (f. pl.)) ist ein Ort der Gemeinde Agios Nikolaos im Osten der griechischen Insel Kreta in der Region Kreta.

## Geographie
Limnes liegt im östlichen Teil der Insel Kreta, etwa zehn Kilometer nordwestlich der Hafenstadt Agios Nikolaos auf einer Höhe von 210 m. Administrativ gehört er zur nach der Stadt benannten Gemeinde. Der Ort liegt am Rande der Mirambello-Ebene, unweit der Ruinen der antiken Stadt Dreros.

## Geschichte
Der Ort geht auf die venezianische Herrschaft über Kreta zurück, die zwischen dem 13. und dem 17. Jahrhundert stattfand.
1920 hatte der Ort mit 915 Einwohnern die höchste Bevölkerungszahl. Seitdem geht die Bewohnerzahl kontinuierlich zurück. Heute sind viele Häuser unbewohnt und dem Verfall preisgegeben.

## Wirtschaft und Verkehr
Limnes liegt an der Aftokinitodromos 90, die Nordkreta durchläuft und Limnes an Agios Nikolaos anbindet. 

## Einrichtungen
Östlich des Ortes befinden sich zwei Parks mit historischen Windmühlen, in denen früher Korn gemahlen wurde.